# Jean Lekeux
Jean Lekeux (Aarlen, 21 februari 1894 – Etterbeek, 3 juli 1961) was een Belgisch senator.

## Levensloop
Lekeux was beroepsofficier. Nadat hij met pensioen was gegaan, werd hij in 1936 verkozen tot Rex-senator voor het arrondissement Verviers en vervulde dit mandaat tot in 1939.
In 1940 vluchtte hij naar Engeland en werkte er voor de geallieerden.